# The Dakota Kid
The Dakota Kid è un film del 1951 diretto da Philip Ford.
È un western statunitense con Michael Chapin, Eilene Janssen e James Bell.

## Produzione
Il film, diretto da Philip Ford su una sceneggiatura di William Lively, fu prodotto da Rudy Ralston per la Republic Pictures e la Valley Vista Productions e girato nell'Iverson Ranch a Chatsworth, California, dal 3 al 10 gennaio 1951. Il titolo di lavorazione fu Tenderfoots of the Trail.

## Distribuzione
Il film fu distribuito negli Stati Uniti dal 1º luglio 1951 al cinema dalla Republic Pictures.

## Promozione
La tagline è: From REPUBLIC - Home of Roy Rogers... Rex Allen... Allan "Rocky" Lane... Come the Rough Ridin' Kids!.